# Maria Doyle Kennedy
Maria Doyle Kennedy est une chanteuse et actrice irlandaise, née le 25 septembre 1964 à Clontarf (Dublin).

## Biographie
Maria Doyle est née à Clontarf, dans le comté de Dublin. Sa famille s'est établie à Bray, dans le comté de Wicklow, après être passée par Enniscorthy, dans le comté de Wexford.
Les Doyle aiment se réunir en famille et avec des ami(e)s pour chanter, aussi Maria s'est rapidement intéressée à la discipline,,.
Vers 9-10 ans, elle se rend chaque dimanche soir chez un ami pour écouter la diffusion du top 20 à la radio. Elle chante pour la première fois devant un public à l'âge de 13 ans, chez ses parents. Quand Maria Doyle était adolescente, sa mère était capable de jauger son humeur à sa façon de chanter. A 14 ans, elle reçoit un album de Billie Holiday, son premier grand coup de cœur musical. Elle s'intéresse ensuite à Patti Smith, Radiohead et Low, devenus ses artistes favoris. Maria a commencé sa carrière dans la musique après l'obtention de son diplôme en sciences politiques au Trinity College. Elle a déclaré n'avoir jamais envisagé de devenir actrice jusqu'à ce qu'elle soit devenue chanteuse.
Lors de l'un de ses concerts, elle rencontre Kieran Kennedy qu'elle invite immédiatement à chanter sur l'une de ses démos. Elle affirmera par la suite que c'est la musique qui maintient le couple soudé. Elle considère d'ailleurs la musique comme faisant partie intégrante de sa vie et la privilégie à ses projets d'actrice. Elle dit : « Être actrice ne me manque pas quand je ne joue pas, mais je ne passerai pas une journée sans chanter, y compris pour moi-même. » Elle puise ses références musicales chez Billie Holiday, le chanteur de country John Prine (avec lequel elle chante en duo sur son album Sing) et le chanteur folk irlandais et ami proche Dónal Lunny. Maria Doyle Kennedy a été désignée comme la Patti Smith irlandaise. Quant à ses références cinématographiques, elle cite Maggie Smith et Penelope Wilton, avec lesquelles elle partage le casting de Downton Abbey.
Maria Doyle et Kieran Kennedy se sont marié(e)s en 1988 et ont eu 4 enfants. La famille vit aujourd'hui à Dublin.

## Carrière musicale
Maria Doyle Kennedy a commencé sa carrière avec Hothouse Flowers jusqu'au milieu des années 1980,. Elle a ensuite intégré The Black Velvet Band, groupe de rock et musique irlandaise traditionnelle, avec Kieran Kennedy. Initialement formé pour participer à un concours qu'il a gagné, le groupe a publié son premier album en 1989, When Justice Came. En 1992 sort l'album King of Myself, produit par Clive Langer et Allen Winstanley.
En 1994, Maria Doyle Kennedy a participé à la compilation The Lady Sings The Blues aux côtés d'Aretha Franklin, Billie Holiday et Annie Lennox.
Après avoir quitté The Black Velvet Band, Maria Doyle Kennedy a commencé une carrière solo. En 2000, elle et son époux créent le label Mermaid Records, permettant à Maria de publier sa musique de manière indépendante. Son premier album solo, Charm, sort en 2001.
En 2003, elle coordonne la publication de Sirens, une compilation regroupant des artistes femmes. La même année, elle joue dans le spectacle musical Other Voices diffusé sur RTÉ2.
Entre 2004 et 2005, Maria Doyle Kennedy publie l'album Skullcover sur lequel on retrouve des reprises telles que Lovesong, Video Killed the Radio Star et Still In Love With You.
En 2007, elle sort l'album Mütter sur lequel se trouvent les singles Fuckability et Forty Days. À la sortie du premier, le magazine musical et politique Hot Press en fait l'éloge et décrit Maria Doyle Kennedy comme « l'une des meilleures voix que ce pays a produit ». Par la suite, elle est nommée dans la catégorie meilleure chanteuse irlandaise aux Meteor Awards 2008.
En 2011, Maria et Kieran collaborent sur The Storms Are on the Ocean, un album country et inspiré de la folk des Appalaches. La même année, Maria Doyle Kennedy publie La Sirena 1992-1996, une compilation de chansons rock enregistrées avant sa carrière solo.
En 2012 sort l'album folk Sing, qualifié par Nicole Byrne de Shout4Music de « l'un des meilleurs albums irlandais de l'année, si ce n'est le meilleur. » et compare Maria Doyle Kennedy à un « ange celtique ». Sa voix a part ailleurs été qualifiée comme l'un des trésors nationaux irlandais.
En 2014 sort Maria Live, un album enregistré au Vicar Street et à l'église Pepper Canister.
En 2015, Maria Doyle Kennedy publie Mütter's Daughter, un album qui contient des titres inédits de l'album précédent Mütter. La même année, elle écrit la chanson Pride en réaction au référendum irlandais sur le mariage homosexuel. Elle a également composé un titre sur la mort de Michael Brown (Affaire Michael Brown) et Eric Garner en réaction aux manifestations de Ferguson et aux violences policières aux États-Unis. Les deux chansons apparaissent sur l'album éponyme de Maria Doyle Kennedy, sorti en 2017.
En parallèle de sa carrière musicale, Maria Doyle Kennedy a co-produit en 2004 le documentaire Golden Boy sur l'artiste irlandais Patrick Scott. En a découlé la création de sa propre société de production, Mermaid Films.

## Carrière d'actrice
Maria Doyle Kennedy se voit confier son premier rôle au cinéma, celui de Natalie Murphy, dans Les Commitments réalisé en 1991 par Alan Parker.
On la retrouve en 1998 dans Le Général puis dans la mini-série Oliver Twist, et en 1999 dans Queer as Folk.
En 2006, elle rencontre un certain succès grâce à son rôle d'Emma Holden dans la série Hide & Seek.
Elle incarne la reine Catherine d'Aragon dans les deux premières saisons de la série Les Tudors en 2007 et 2008 ; rôle repris lors du dernier épisode de la quatrième et dernière saison, en 2010.
En 2010, elle figure dans la distribution de la saison 5 de la série télévisée Dexter.
En 2011, elle joue pour la première fois en gaélique dans Corp & Anam, rôle qu'elle reprend en 2014. Elle intègre la même année le casting de Downton Abbey dans le rôle de Vera Bates,
En 2012, elle joue dans Albert Nobbs aux côtés de Glenn Close, et retrouve Jonathan Rhys Meyers des Tudors. La même année, elle obtient l'un des rôles principaux dans la mini-série Titanic sur ITV. Puis elle est aux côtés de Saoirse Ronan dans Byzantium de Neil Jordan.
Entre 2013 et 2017, elle joue le rôle principal de Siobhán Sadler dans la série canadienne Orphan Black. Elle a accepté le rôle après que Graeme Manson ait mentionné que Patti Smith l'avait inspiré pour le personnage de Siobhán.
En 2015, elle apparaît dans le rôle d'Aleksa, la mère de Jupiter, dans le film Jupiter : Le Destin de l'univers de Lana et Lilly Wachowski. La même année, elle joue le rôle d'Attracta dans l'épisode 6 de la saison 4 de Call the Midwife.
En 2016, elle joue le rôle de Penny dans la comédie Sing Street puis dans celui de Peggy Nottingham au côté de l’artiste, productrice et directrice artistique américaine Vera Farmiga dans le film d’horreur Conjuring 2 : Le Cas Enfield.
En 2017, Maria Doyle Kennedy rejoint la saison 2 de la série Striking Out diffusée sur RTÉ.
À partir de 2018, on retrouve Maria Doyle Kennedy dans le rôle de Jocasta MacKenzie Cameron dans les saisons 4 et 5 d'Outlander.

## Discographie
- 1989 : When Justice Came (avec The Black Velvet Band)
- 1992 : King of Myself (avec The Black Velvet Band)
- 2001 : Charm
- 2003 : Sirens (compilation)
- 2004 : Skullcover
- 2007 : Mütter
- 2011 : The Storms Are on the Ocean
- 2011 : La Sirena 1992-1996
- 2012 : Sing
- 2014 : Maria Live
- 2015 : Mütter's Daughter
- 2017 : Maria Doyle Kennedy

## Filmographie

### Cinéma
- 1991 : Les Commitments, de Alan Parker : Natalie Murphy
- 1995 : Nothing Personal, de Thaddeus O'Sullivan : Ann
- 1996 : Moll Flanders, ou les mémoires d'une courtisane, de Pen Densham : Alice
- 1997 : L'Entremetteur, de Mark Joffe : Sarah Kelly
- 1997 : Escape (A Further Gesture) de Robert Dornhelm : Roisin
- 1998 : Le Général, de John Boorman : Frances
- 1999 : I Could Read the Sky, de Nichola Bruce : Maggie
- 1999 : Gregory's Two Girls, de Bill Forsyth : Bel
- 1999 : Mademoiselle Julie (film, 1999) de Mike Figgis : Christine
- 2001 : J.J. Biker
- 2003 : Mystics : Foxy
- 2004 : Spin in the Bottle (en) : Anastasia
- 2005 : Tara Road, de Gillies MacKinnon : Rosemary
- 2012 : Albert Nobbs, de Rodrigo García : Mary
- 2012 : After the Triumph of Your Birth : Sœur Roisin
- 2012 : Byzantium : Morag
- 2013 : L'Épreuve
- 2013 : Elisa Lynch: Queen of Paraguay, de Alan Gilsenan : Elisa Lynch
- 2015 : The Timber : Maggie
- 2015 : Jupiter : Le Destin de l'univers : Aleska
- 2016 : Sing Street de John Carney : Penny
- 2016 : Conjuring 2 : Le Cas Enfield de James Wan : Peggy Nottingham
- 2020 : Le Peuple Loup : Moll MacTíre (doublage)

### Télévision
- 1998 : Father Ted (série télévisée) (1 épisode) : Patsy
- 1999 : DDU (série télévisée) (2 épisodes) : Emma Pearson
- 1999 :  Oliver Twist (mini-série) : L'assistante du magasin irlandais
- 1999-2000 : Queer as Folk (série télévisée) (3 épisodes) : Marie Threepwood / Marie Jones
- 2000 : The Fitz (série télévisée) (1 épisode) : Rita
- 2002 : No Tears (mini-série) : Kitty Fogarty
- 2002 : Home for Christmas (téléfilm) : Cora Quirke
- 2003 : Thursday the 12th (téléfilm) : Nina Bannister
- 2005 : Legless (téléfilm) : Jenny
- 2006 : Hide and Seek (série télévisée) (4 épisodes) : Emma Holden
- 2006 : Sorted (série télévisée) (6 épisodes) : Roisin
- 2007-2008 : Les Tudors (série télévisée), de Michael Hirst (18 épisodes) : Catherine d'Aragon
- 2010 : Dexter (série télévisée), saison 5, de James Manos Jr. (8 épisodes) : Sonya
- 2011 : Downton Abbey (série télévisée), saison 2 (3 épisodes) : Vera Bates
- 2011 - 2014 : Corp & Anam (série télévisée) (8 épisodes) : Mairéad Mhic Iarnáin
- 2012 : Titanic (mini-série), de Jon Jones (réalisateur) : Muriel Batley
- 2013 - 2017 : Orphan Black (série télévisée) (40 épisodes) : Siobhan Sadler
- 2015 : Call the Midwife (série télévisée) (1 épisode) : Attracta
- 2017 : Redwater (série télévisée) (3 épisodes)
- 2018 : Outlander (série télévisée) : Jocasta Cameron
- 2021 : La Roue du temps (série télévisée) : Ila

## Voix françaises
En France
| - Danièle Douet dans : - Les Tudors (série télévisée) - Dexter (série télévisée) - Titanic (série télévisée) - Jupiter : Le Destin de l'univers - Sing Street - Conjuring 2 : Le Cas Enfield | Et aussi - Marie Vincent dans Le Général - Michèle Buzynski dans Queer as Folk - Déborah Perret dans Byzantium - Marie-Frédérique Habert dans L'Épreuve - Manuela Servais dans Orphan Black (série télévisée) - Anne Rondeleux dans Lost Boys and Fairies (mini-série) |